# 自己愛性災害

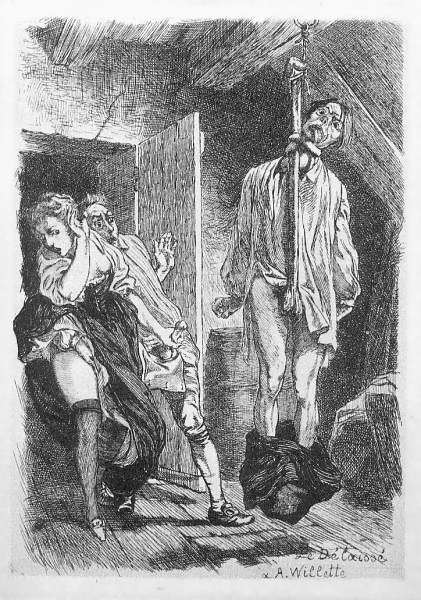
自己愛性災害(1905)

自己愛性災害（じこせいあいせいさいがい、autoerotic fatality）とは、一風変わった、危険な単独による性的実践、自縛や自己発情窒息による死亡事故である。とはいえ、自己愛性災害には、実にさまざまな様式がある。もっとも蔓延している自己愛性災害は、窒息(en:strangulation)と体位性窒息(en:postural asphyxia)であるが、自己愛性災害は、感電死や胃腸穿孔、圧縮、偶発的自己串刺しによる敗血症といった、機械的要因によっても生じている。
自己愛性災害の発生件数は、著名人を含め、正確には把握されていない。
自己愛性災害は、発生直後にはそうと認識されず、自殺と認識、報道されることもある。
自己愛性災害の課題を包括的に採り上げている本は、Hazelwood et al. (1983)のAutoerotic Fatalitiesや、Sheleg et al. (2006)のAsphyxiation: Forensic, Medical, and Social Aspectsがある。

## 関連文書
- Robert R. Hazelwood, Park Elliot Dietz, Ann Wolbert Burgess. Autoerotic Fatalities. Lexington, Mass.: LexingtonBooks, 1983.
- Sergey Sheleg, Edwin Ehrlich. Autoerotic Asphyxiation: Forensic, Medical, and Social Aspects. Tucson, AZ: Wheatmark, 2006.